# 埃斯克萊德峰
78°38′S 159°22′E / 78.633°S 159.367°E
埃斯克萊德峰（英語：Escalade Peak）是南極洲的山峰，位於奧次地，處於迴旋鏢山脈南端以東15公里，海拔高度2,035米，由新西蘭探險隊命名，現時由南極條約體系管理。